# Летний Сад (остров)
Ле́тний Сад — остров в Центральном районе Санкт-Петербурга.
Располагается в исторической части Петербурга между Невой, Фонтанкой, Мойкой и Лебяжьей канавкой.

## История
До прорытия Лебяжьей канавки через это место проходила тропа, ведущая от Новгородской дороги к Адмиралтейству.
В месте пересечения тропой Фонтанки была построена первая переправа, соединившая материковую часть с островами.
На плане 1705 года показана плотина, построенная мастером Иваном Матвеевым по прямому указанию Петра I: «Перебить тое речку».
С постройкой прямой Большой Першпективной дороги эта транспортная артерия утратила своё значение, и эта часть острова Усадица была использована для строительства сада.

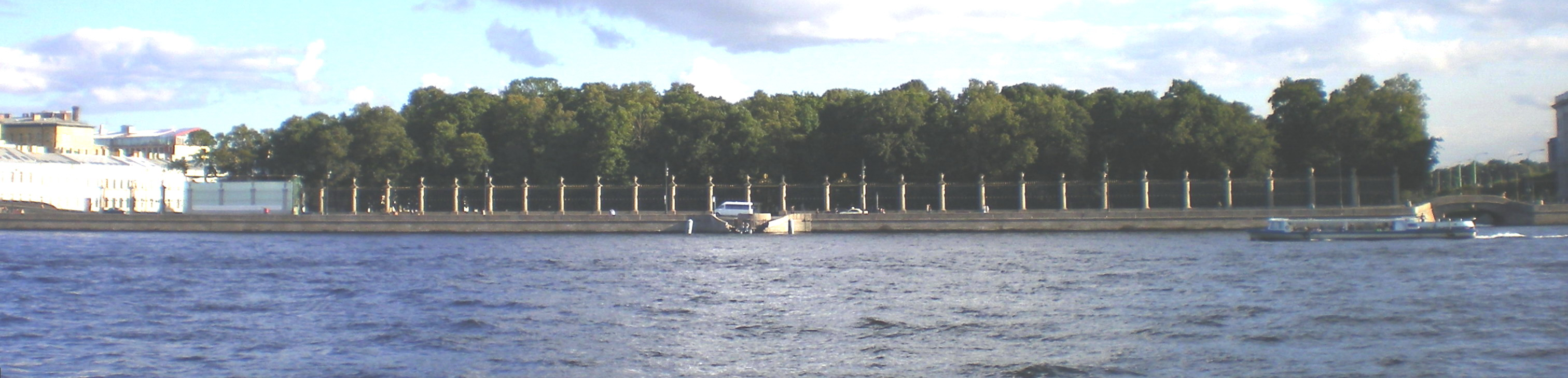
Вид на Летний сад с Невы

Современное назначение острова состоит в том, что на острове расположен Летний сад. Это обусловило название острова.
Остров образован искусственно при отделении части острова Усадица путём соединения реки Мойки с рекой Фонтанкой в 1711 году и постройки Лебяжьей канавки в 1711—1719 годах.
Для осушения местности примерно в то же время с востока на запад был прорыт мелиоративный канал с тем же названием, который разделил остров надвое.
После наводнения 1777 года канал был засыпан.
С 2009 года находился на реконструкции, которую завершили в 2011 году.

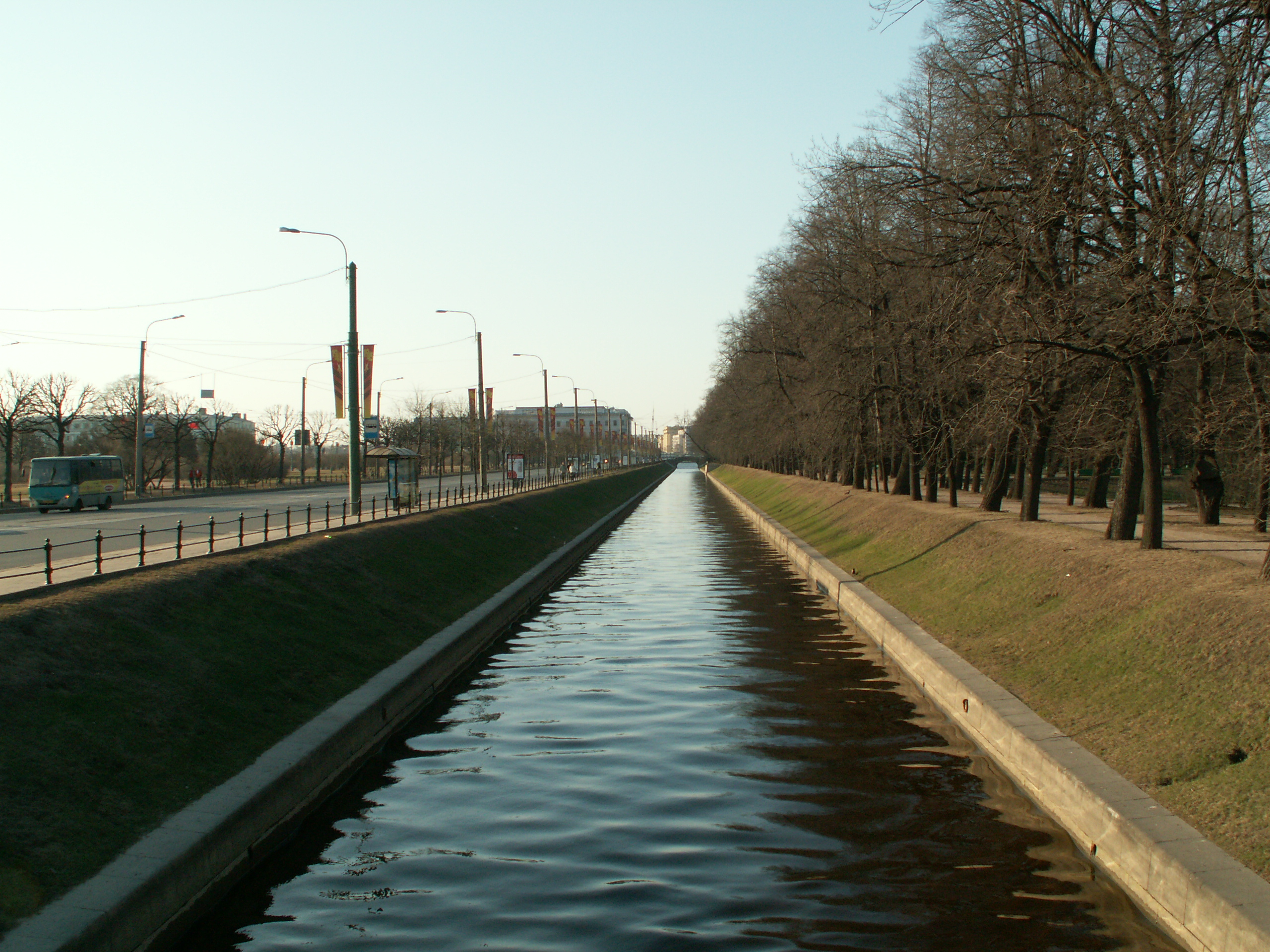
Лебяжья канавка. Справа — Летний сад

## Мосты
- Летний Сад соединён с Безымянным островом через реку Фонтанку двумя мостами:
  - Выше по течению — Прачечный мост
  - Ниже по течению — Пантелеймоновский мост
- Соединён с островом Спасским 1-м Инженерным мостом через реку Мойку.
- Остров соединён с 1-м Адмиралтейским островом через Лебяжью канавку двумя мостами:
  - Выше по течению — Верхний Лебяжий мост
  - Ниже по течению — Нижний Лебяжий мост